# Voto secreto
O Voto Secreto também chamado de Sigilo do Voto, é a garantia de que apenas o votante saberá qual foi a candidatura que escolheu naquele processo eleitoral. É uma forma de evitar pressão sobre os eleitores, e também evitar a coação, garantindo que o voto expresse realmente a vontade do eleitor.

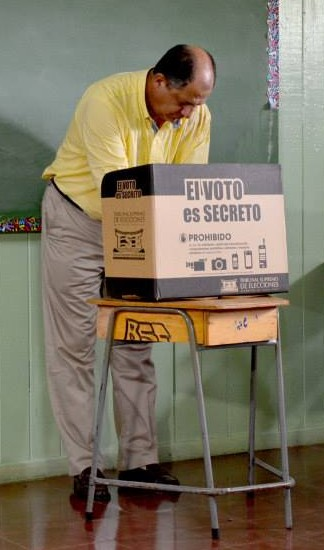
Luis Guillermo Solís, o então presidente da Costa Rica, vota atrás de uma tela de privacidade que diz "O VOTO É SECRETO". Durante as eleições na Costa Rica.

## Na Antiguidade
Na Grécia Antiga, votações secretas por meio de cédulas, começaram a ser utilizadas em situações específicas, como a condenação ao ostracismo.
Na Roma Antiga, as "Tabellariae Leges" previam votações secretas por meio de cédulas para cada uma das principais assembleias eleitas da República Romana. Três dessas leis foram postas em prática nos anos 139 AC, 137 AC e 131 AC, aplicando-se respectivamente às eleições de magistrados; deliberações do júri, exceto nos casos de acusações de traição; e para a aprovação de leis. No do ano 107 AC, foi aprovada uma nova lei que previu que também deveriam ser secretas as votações do júri nos casos de acusações de traição. A obrigatoriedade do voto secreto teve o efeito de reduzir a influência da aristocracia romana, que era capaz de influenciar as eleições por meio de uma combinação de subornos e ameaças.

## França
O art. 31 da Constituição Francesa de 1795 (Regime do Diretório) previa que: "Todas as eleições devem ser realizadas por escrutínio secreto". O mesmo aconteceu com a Constituição Francesa de 1848.

## Reino Unido
A defesa do voto secreto era uma das seis reivindicações do cartismo.
Em 1870, ocorreu a primeira eleição em grande escala por voto secreto na Grã-Bretanha, na eleição do Conselho Escolar de Londres.
Em 1872, foi aprovado o "Ballot Act 1872" que determinou que as votações no Reino Unido fossem secretas  .

## Austrália e Nova Zelândia
No dia 04 de fevereiro de 1856, ocorreu uma votação secreta na Tasmânia (Austrália). Depois disso, a votação secreta começou a ser utilizada para a escolha de outros governos regionais da Austrália.
Em 1870, a Nova Zelândia implementou o voto secreto.

## No Brasil
Durante a década de 1920, o voto secreto era uma das principais reivindicações do tenentismo, movimento que daria origem à Revolução de 1930.
Em 1925, o Estado do Ceará se tornava o primeiro estado do Brasil a positivar o voto secreto nas eleições estaduais e municipais. Conforme Art. 107 §3° da Constituição do Estado do Ceará de 1925.
Após a Revolução de 1930, o voto secreto foi instituído pelo Código Eleitoral de 1932, durante o início da Era Vargas.
Antes da Revolução de 1930, que levou Getúlio Vargas ao poder, havia o voto de cabresto. Por meio do "cabresto" (metáfora para a coerção exercida por grupos poderosos sobre os eleitores sob seu poder) e de outras fraudes, elegiam-se governantes contrários aos interesses do povo e favoráveis às elites. A falta do voto secreto era uma das causas do problema, que deveria ser sanado pela Revolução de 30. Esta revolução buscava, entre outras coisas, moralizar o sistema eleitoral.
Em 1988, durante a redemocratização do Brasil após a queda da ditadura militar, a Constituição Federal, promulgada em 5 de outubro, consolidou o voto secreto como um direito fundamental dos cidadãos brasileiros. A Constituição de 1988 reforçou a obrigatoriedade do voto secreto para eleições, referendos e plebiscitos, garantindo a liberdade e a privacidade do eleitor na escolha de seus representantes. Embora o voto secreto já estivesse em prática desde 1932, a Constituição de 1988 reafirmou sua importância como um pilar da democracia no Brasil.